# Rion Ishikawa
Rion Ishikawa (japanisch 石川 璃音 Ishikawa Rion; * 4. Juli 2003 in Akita) ist eine japanische Fußballspielerin. Seit 2023 ist sie auch bei der A-Nationalmannschaft tätig.

## Karriere

### Vereine
Seit 2022 spielt Ishikawa im Verein Urawa Red Diamonds Ladies als Abwehrspieler.

### Nationalmannschaft
2022 spielte Ishikawa für die Japan U20. Am 13. Juni 2023 wurde sie in den Kader der Japanischen Fußballnationalmannschaft der Frauen für die Fußball-Weltmeisterschaft der Frauen 2023 aufgenommen.
Am 13. Juni 2023 wurde sie für die WM-Endrunde nominiert. Bei der WM, die für die Japanerinnen mit einer Viertelfinalniederlage gegen Schweden endete, wurde sie nur im ersten Gruppenspiel beim 5:0-Sieg gegen Sambia eingesetzt.